# Matrimonio igualitario en Virginia
El matrimonio igualitario en Virginia es legal desde el 21 de agosto de 2014. 
El 14 de enero de 2014, la juez Arenda L. Wright Allen, del Tribunal del Distrito de los Estados Unidos para Virginia, declaró en su sentencia sobre el caso Bostic vs Rainey que en Virginia la prohibición constitucional sobre el matrimonio entre personas del mismo sexo es inconstitucional. El 28 de julio de 2014, el  Cuarto Circuito de Apelaciones estuvo de acuerdo con el fallo del Tribunal de Distrito de que la prohibición era inconstitucional. El Gobernador de Virginia Terry McAuliffe y el procurador general de Virginia Mark Herring ambos se han negado a defender la prohibición de Virginia sobre el matrimonio entre personas del mismo sexo en la corte.